# Alain Pacadis
Alain Pacadis, né le 5 juillet 1949 à Paris 19e et mort le 12 décembre 1986 à Paris 8e, est un journaliste et auteur français.

## Biographie

### Fils de la guerre (1949-1967)
Alain Pacadis naît en plein baby boom, d'un père grec immigré en France en 1927, et d'une mère française de religion juive, miraculeusement rescapée des rafles. La famille vit au 95 rue de Charonne à Paris. Ce sera son adresse toute sa vie.
Son père meurt en 1966, usé par des années d'efforts. Alain, fils unique, reste seul avec une mère qui le protège jusqu'à l'étouffement. C'est un enfant solitaire, sérieux, au physique ingrat, passionné d'uniformologie et de batailles historiques. Après son baccalauréat, élève studieux, il suit les cours de l'École du Louvre et de l'Institut d'art et d'archéologie.

### Libération, destruction (1968-1971)
C'est avec mai 68 qu'il découvre une certaine liberté, se liant d'amitié avec d'autres étudiants. 
Le 6 mars 1970, sa mère se suicide. Dans les quelques mots qu'elle lui laisse, elle explique qu'elle met fin à ses jours pour que son fils soit enfin libre. Cette disparition hantera Alain Pacadis toute sa vie. Effondré, il sombre dans un laisser-aller physique et une peur pathologique de la solitude qui ne le quitteront plus.
Il se recrée une famille auprès de quelques amis avec lesquels il part en Crète, puis comme de nombreux jeunes gens à l'époque, il prend la route de Goa. En Turquie, puis en Afghanistan, il découvre la drogue et passe des journées à fumer du kif. Finalement, à court d'argent, il s'arrête à Kaboul et rentre à Paris.

### Naissance d'un dandy (1972-1974)
Au début des années 1970, Pacadis délaisse ses études et ne suit que les cours qui l'intéressent, comme ceux d'Olivier Revault d'Allonnes ou de Bernard Teyssèdre. Par ailleurs, il fréquente des organisations telles que Vive la révolution ou le Front homosexuel d'action révolutionnaire (FHAR), et plus particulièrement les Gazolines, avec Maud Molyneux, Marie-France ou Paquita Paquin et surtout Dinah, jeune femme trans avec laquelle il va vivre plusieurs années d'amours tumultueuses.
Pacadis se prend de passion pour Andy Warhol, The Velvet Underground et Nico qu'il a rencontrés en 1970. Souvent crasseux, il prend de plus en plus de drogues, fréquente en dilettante l'UER d'arts plastiques de l'université Paris-I où il parfait sa culture underground. Pour lui, le mouvement hippie a fait long feu, et il est désormais fasciné par l'underground new-yorkais.
L'année 1973 est importante pour Pacadis : d'abord, il signe son premier article dans le nouveau et éphémère journal Le Saltimbanque, émanation dissidente d'Actuel ; ensuite, il rencontre celui qui deviendra à la fois son maître et son meilleur ami, Yves Adrien, qui écrit à l'époque dans le magazine Rock & Folk.
Avec Marc Zermati, employé de l'Open Market, Pacadis et Adrien seront parmi les premiers à couvrir la naissance d'un mouvement qu'on n'appelle pas encore punk. Pour l'heure, ils se font l'écho de toute une scène rock encore inconnue en France : David Bowie (album Aladdin Sane), les Stooges (album Raw Power), les New York Dolls ou Lou Reed (album Berlin).
Pacadis, qui signe désormais « Alain Pacadis, reporter de l'underground », peine à placer ses articles, malgré la petite notoriété qu'il a acquise dans le milieu underground parisien. Actuel le caricature même en le surnommant « Alain Picradis », mais Jean-François Bizot refuse obstinément de publier ses textes. Il décide alors de repartir pour Istanbul.
À son retour, paradoxalement, c'est à un journal financé par la mairie de Paris et orienté UDR, Le Pluriel, qu'il va collaborer, instaurant une rubrique « Underground à Paris ». Mais c'est en juin 1975, avec ses débuts à Libération qu'il entre véritablement dans la peau de son personnage de chroniqueur dandy.

### Un jeune homme punk (1975-1977)
Très vite, sa chronique hebdomadaire (intitulée « White Flash » à partir de novembre 1975) suscite de vives réactions, tant chez les lecteurs que chez certains collaborateurs de Libé, Serge July en tête, qui contestent sa légitimité. Nourri des livres de William S. Burroughs, Pacadis écrit sur le rock, le cinéma, la drogue, la sexualité, et ses articles ne laissent pas indifférent.
L'année 1976 marque l'avènement du mouvement punk. Pacadis a découvert l'avant-garde musicale américaine (Patti Smith, Suicide, Television, les Ramones) et le punk britannique, Sex Pistols en tête. En France, il rencontre Elodie Lauten, puis les Stinky Toys auxquels il consacre une chronique entière pour leur premier concert.
Un nouveau magazine, Façade, est lancé, sur le modèle d'Interview d'Andy Warhol. Alain Pacadis y collabore dès le second numéro. Un de ses premiers papiers est une interview de Serge Gainsbourg, interview qui ressemble davantage à une conversation, chacun posant des questions à l'autre. Cette rencontre marquera le début d'une amitié, les deux hommes ayant en commun une certaine laideur et le goût des excès. 
En octobre 1976, Libération consacre une double-page au mouvement punk, sous forme d'abécédaire. La lettre A est dédiée à Alain Pacadis, désormais incontournable sur le sujet.
Au fil du temps, Pacadis se livre de plus en plus dans ses articles, qui prennent la forme d'un journal intime, n'hésitant pas à relater sa vie noctambulesque entre le Bataclan et Les Bains Douches, entre autres « lieux de perdition ». Il se met en scène, raconte sa vie, devenant l'un des premiers représentants français du journalisme gonzo, inspiré de la méthode initiale de Hunter S. Thompson propre à solliciter en reportage une subjectivité assumée. Il prend de plus en plus de drogues, néglige sa santé et son hygiène, alternant les périodes de spleen et d'effervescence. Parfois, Alain Pacadis se contente de recycler les mêmes articles dans différents journaux.

### Les années Palace (1978-1980)
En 1978 sort son premier ouvrage, Un jeune homme chic, aux éditions du Sagittaire. Cette compilation de textes et d'extraits de son agenda lui vaut d'être invité à une émission d'Apostrophes intitulée « Quelques gens d'aujourd'hui ». Le mouvement punk finissant, Pacadis peine à écrire et sa collaboration à Libé cesse pour quelques mois. L'émergence du disco va le plonger dans ce qui deviendra son activité principale jusqu'à la fin de sa vie : le night-clubbing.
Le 5 mars 1978, Fabrice Emaer ouvre dans un ancien théâtre à l'italienne de la rue du Faubourg-Montmartre à Paris une nouvelle boîte de nuit, Le Palace. En quelques semaines, ce lieu va devenir le rendez-vous incontournable des noctambules parisiens. Pacadis, qui n'écrit plus guère que pour l'Écho des savanes ou Façade, fait partie de la clientèle hétéroclite du Palace, et chaque soir, vient y traîner son mal de vivre jusqu'au petit matin. Il s'abîme dans la drogue, l'alcool et l'ennui, cultivant l'image d'un dandy négligé et éternellement fauché.
En juillet 1979, il entame une nouvelle série de chroniques pour Libération : tous les lundis, dans la rubrique « Nightclubbing », il raconte avec un certain détachement ses nuits d'errance, fait l'inventaire des soirées parisiennes, parle de danse, de drogue ou de sexe. Toujours loin de faire l'unanimité au sein du journal et de son lectorat, il en devient néanmoins une figure incontournable. Tout à la fois reporter de l'underground et chroniqueur mondain, il dresse l'air de rien le portrait d'une société en pleine mutation. Cette année-là, Pacadis a trente ans.

### Fan des années 1980 (1981-1983)
Une nouvelle décennie commence, plus froide, plus industrielle, une décennie « novö » selon le terme inventé par son ami, Yves Adrien. Dans ses chroniques, Pacadis écrit sur Kraftwerk, Joy Division et toujours Iggy Pop, raconte ses amours fébriles et enterre le disco.
L'époque se veut aussi plus intimiste : Fabrice Emaer ouvre Le Privilège, sorte de salon privé à l'intérieur même du Palace, où il organise des soirées à la fois somptueuses et sophistiquées. Pacadis, qui en est bien sûr l'un des piliers, écrit aussi dans son magazine, simplement intitulé Palace.

### Icône du glam-punk (1984-1986)
Au cinéma, Pacadis joue le rôle d'un dealer délateur dans Les Frères Pétard (de Hervé Palud, 1986, avec Gérard Lanvin et Jacques Villeret). Il apparaît aussi dans Les Aventures d'Eddie Turley de Gérard Courant, présenté au festival de Cannes 1987 et dans Nuit docile de Guy Gilles la même année.
Un documentaire lui est consacré en 2003, Alain Pacadis, un héros in, réalisé par Grégory Hervelin et Vladimir Tybin. On y apprend notamment que les circonstances de sa mort restent troubles. Son compagnon de l'époque est accusé de l'avoir étranglé au petit matin, alors qu'il rentrait dans leur 9 m² de la rue de Charonne, désespéré, d'une autre de ses soirées. Il se défend de l'avoir assassiné, en assurant avoir agi à sa demande,.
Il est incinéré au cimetière du Père-Lachaise, et ses cendres reposent au columbarium (case n° 15 359).

## Publications
- Un jeune homme chic, éditions du Sagittaire, 1978 ; réédition 2002 chez Denoël ; réédition chez Héros-Limite, 2018.
- Nightclubbing : Articles 1973-1986, Denoël, mars 2005,  (ISBN 978-2207255384).

## Au cinéma
- Dans le film Une jeunesse dorée (2019), de la réalisatrice Eva Ionesco, son rôle est joué par Hugo Dillon.